# May Wallace
May Wallace (1877-1938) est une actrice américaine connue principalement pour ses rôles dans les films de Laurel et Hardy.

## Filmographie
Source principale de la filmographie :
- 1914 : The Million Dollar Mystery de Howell Hansel (it) : The Wife
- 1921 : Le Pirate (The Cup of Life) de Rowland V. Lee : Mollie
- 1921 : My Lady Friends de Lloyd Ingraham : Hilda
- 1922 : Le Petit à Grand-maman (Grandma's Boy) de Fred C. Newmeyer : The Girl's Mother (non créditée)
- 1923 : Gimme de Rupert Hughes : Mrs. Cecily McGimsey
- 1923 : Dollar Devils de Victor Schertzinger : Mrs. Andrews
- 1924 : The Reckless Age de Harry A. Pollard : la tante Meyrick
- 1924 : Oh, You Tony! de John G. Blystone : l'instructrice
- 1925 : Vive le sport ! (The Freshman) de Fred C. Newmeyer et Sam Taylor : La mère d'Harold (non créditée)
- 1926 : The Collegians de Wesley Ruggles
- 1927 : Bigger and Better Blondes de Wesley Ruggles:
- 1927 : Un ancien flirt (Love 'Em and Weep) de Fred Guiol : Mrs. Chigger (non créditée)
- 1927 : Fluttering Hearts de James Parrott : la mère
- 1927 : What Women Did for Me de James Parrott
- 1927 : À bord du Miramar (Sailors Beware!) de Fred Guiol : (non créditée)
- 1927 : The Lighter That Failed de James Parrott
- 1927 : Now I'll Tell One de James Parrott
- 1927 : Us de James Parrott
- 1928 : Limousine Love de Fred Guiol : la mère de la mariée (non créditée)
- 1928 : Crazy House de Robert F. McGowan : la mère de Jean
- 1928 : Do Gentlemen Snore? de Leo McCarey
- 1929 : Painted Faces  de Albert S. Rogell : membre du jury (non créditée)
- 1931 : Mama Loves Papa de George Stevens : Martha
- 1932 : Maison de tout repos (County Hospital) de James Parrott : Miss Wallace - Head Nurse
- 1932 : Boys Will Be Boys de George Stevens
- 1933 : Luxury Liner de Lothar Mendes : infirmière Matron (non créditée)
- 1933 : Les Joies du mariage (Twice Two) de James Parrott : Mrs. Laurel (voix, non créditée)
- 1934 : Jealousy de Roy William Neill : non créditée
- 1934 : Un jour une bergère (Babes in Toyland) de Gus Meins et Charley Rogers : Townswoman (non créditée)
- 1936 : En vadrouille (On the Wrong Trek) de Charley Chase et Harold Law (CM) Mrs. Wilson (non créditée)
- 1937 : Le Cœur en fête (When You're in Love) de Robert Riskin (non créditée)
- 1937 : Laurel et Hardy au Far-West (Way Out West) de James W. Horne : Cook (non créditée)
- 1937 : On demande une étoile (Pick a Star) de Edward Sedgwick : Joe Jenkins' Landlady (non créditée)
- 1938 : The Lady Objects de Erle C. Kenton : une élève (non créditée)
- 1939 : Deux bons copains (Zenobia) : Townswoman (non créditée)